# 比格斯通湖
比格斯通湖（英語：Big Stone Lake），又译为大石湖，位于美国明尼苏达州与南达科他州交界，明尼阿波利斯西北480公里处，为明尼苏达河的源头。湖形狭长，长42公里，宽1.2～2公里，面积44平方公里，湖面海拔293米，为南达科他州的最低点。原为古冰川湖阿加西湖（Lake Agassiz）南部出口，得名于附近出露的红色花岗岩。湖水水位通过位于南端奧頓維爾附近的大坝进行调节，在春季起到为明尼苏达河流域的蓄洪的作用。